# Bundesstraße 179
Pour les articles homonymes, voir Route 179.
La Bundesstraße 179 est une Bundesstraße du Land de Brandebourg.

## Géographie
La Bundesstraße 179 commence à Königs Wusterhausen au croisement avec la Bundesautobahn 10, le périphérique de Berlin. De là, elle se dirige en direction de Königs Wusterhausen. À l’origine, la B 179 au nord de Königs Wusterhausen traversait directement la zone de l'ancien émetteur. Elle fut déplacée vers l'ouest et contourne aujourd'hui la zone en grand arc. De là, la B 179 continue vers le sud jusqu'à Märkisch Buchholz. À partir de là, il change de direction principalement vers l’est, de Leibsch à Dollgen, où la B 179 à la jonction avec la B 87 se fond parfaitement dans la B 320 après Guben.

## Histoire
La Bundesstraße 179 est construite en 1849 par la Wusterhausen-Lübbener Chausseebau-Aktiengesellschaft en tant que chaussée et est à l'origine, selon son nom, jusqu'à Lübben. Cette route est élevée en Reichsstraße vers 1937, s'écartant des lignes historiques. Cependant, la Reichsstraße 179 se termine à Dollgen sur la Reichsstrasse 87. À l'origine, la route relie la Porte de Cottbus à Berlin en direction du Brandebourg en passant par l'arrondissement de Neukölln. Avec l'achèvement de l'A 113 le 23 mai 2008, le tracé est réaménagé à Berlin ainsi que jusqu’à la sortie de Königs Wusterhausen. Le tronçon de Brandebourg situé entre Waltersdorf et Königs Wusterhausen est déclassé en L 400.
Après la construction du mur de Berlin en 1961, la frontière sur la Waltersdorfer Chaussee est établie entre Berlin-Rudow et Schönefeld.

## Source
- (de) Cet article est partiellement ou en totalité issu de l’article de Wikipédia en allemand intitulé « Bundesstraße 179 » (voir la liste des auteurs).